# Williams FW20
Williams FW20 — гоночный автомобиль команды «Williams», участвовавший в Чемпионате мира Формулы-1 сезона 1998 года. Заявленными гонщиками являлись Жак Вильнёв и Хайнц-Харальд Френтцен, проводивший второй сезон в команде «Williams».

## История
На команду неблагоприятно повлиял уход Эдриана Ньюи в «McLaren», хотя он успел спроектировать «Williams FW19» для сезона 1997 года. Таким образом, именно «Williams FW20» стал первым болидом команды «Williams» с 1991 года, который создавался без участия Ньюи. Кроме того, Рено больше официально не поставляла двигатели. Французские моторы дорабатывала итальянская компания «Supertec» и поставляла под маркой «Mecachrome». Также исчезла особенная бело-синяя раскраска «Rothmans», так как компания решила рекламировать свой бренд «Winfield». Гонщиками «Williams» остались Жак Вильнёв и Хайнц-Харальд Френтцен.
Сезон 1998 года стал полным разочарованием для команды, которая не раз становилась чемпионом мира. По итогам сезона команда заняла третье место в Кубке Конструкторов, без побед и с 3 подиумами, при этом оставшись далеко позади «McLaren» и «Ferrari». Болиды «Williams» не пролидировали по ходу года ни одного круга.
Вильнёв остался недоволен результатами сезона, у него не было шанса защитить свой титул. Он подписал контракт с «BAR» — командой-новичком сезона 1999 года. Френтцен же ушёл в команду «Джордан» после двух сезонов, проведённых в тени своего напарника.

## Результаты гонок
| Год  | Команда             | Двигатель                  | Шины | Гонщики                | АВС | БРА | АРГ  | САН | ИСП | МОН  | КАН  | ФРА | ВЕЛ  | АВТ  | ГЕР | ВЕН | БЕЛ  | ИТА  | ЛЮК | ЯПО | Место | Очки |
| ---- | ------------------- | -------------------------- | ---- | ---------------------- | --- | --- | ---- | --- | --- | ---- | ---- | --- | ---- | ---- | --- | --- | ---- | ---- | --- | --- | ----- | ---- |
| 1998 | Winfield WilliamsF1 | Mecachrome GC37-01 3,0 V10 | G    | Жак Вильнёв            | 5   | 7   | Сход | 4   | 6   | 5    | 10   | 4   | 7    | 6    | 3   | 3   | Сход | Сход | 8   | 6   | 3     | 38   |
| 1998 | Winfield WilliamsF1 | Mecachrome GC37-01 3,0 V10 | G    | Хайнц-Харальд Френтцен | 3   | 5   | 9    | 5   | 8   | Сход | Сход | 15  | Сход | Сход | 9   | 5   | 4    | 7    | 5   | 5   | 3     | 38   |